# Хорнкаси
Хорнка́си (рос. Хорнкасы, чув. Хурăнкасси) — присілок у Чувашії Російської Федерації, у складі Юськасинського сільського поселення Моргауського району.
Населення — 89 осіб (2010; 103 в 2002, 161 в 1979; 147 в 1939, 166 в 1926, 104 в 1906, 87 в 1858).

## Історія
Історична назва — Хоранкаси (до 1926). До 1866 року селяни мали статус державних, займались землеробством, тваринництвом. 1929 року створено колгосп «Надія». До 1927 року присілок перебував у складі Чувасько-Сорминської волості Ядрінського повіту. 1927 року присілок переданий до складу Аліковського району, 1944 року — до складу Моргауського, 1959 року — повернутий до складу Аліковського, 1962 року — до складу Чебоксарського, 1964 року — повернутий до складу Моргауського району.